# 中村年邑
中村 年邑（生没年不詳）とは、明治時代の浮世絵師。

## 来歴
月岡芳年の門人。明治31年（1898年）建立の月岡芳年翁之碑に「芳年門人」として「中村年邑」の名がみられるが、その他の経歴や作については不明。